# NGC 982
NGC 982 is een spiraalvormig sterrenstelsel in het sterrenbeeld Andromeda. Het hemelobject werd op 17 oktober 1786 ontdekt door de Duits-Britse astronoom William Herschel.

## Synoniemen
- PGC 9838
- UGC 2066
- MCG 7-6-39
- ZWG 539.56
- IRAS02322+4039